# Kweekschool voor de Detailhandel

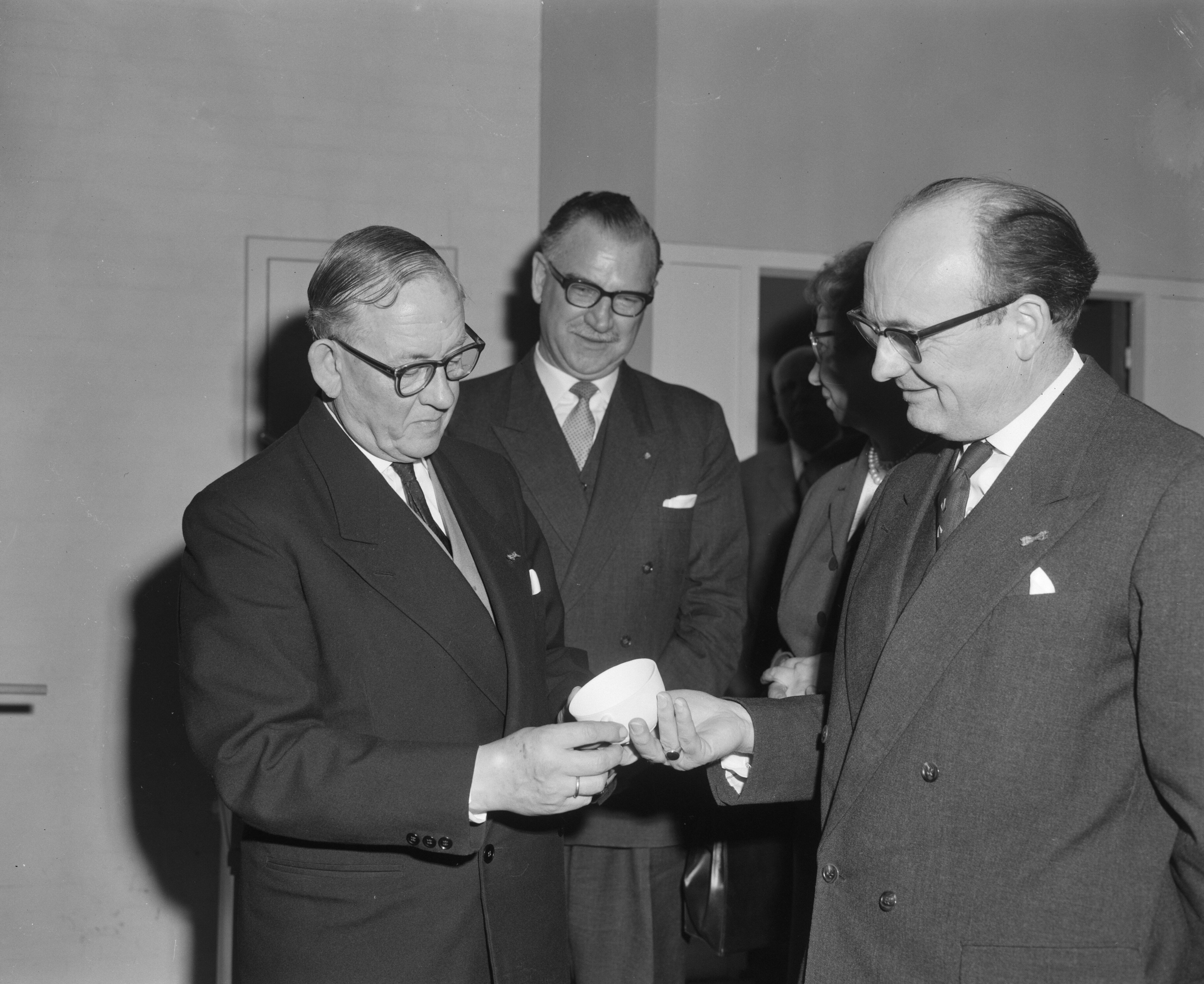
Opening van de school aan de Mr. Treublaan door staatssecretaris van Onderwijs, Kunst en Wetenschappen Hendrikus Hubertus Janssen in aanwezigheid van F.M.L. le Cavelier, voorzitter van het schoolbestuur.

De Kweekschool voor de Detailhandel (later Kweekschool voor de Handel genoemd) was een in Amsterdam gevestigde middelbare detailhandelsschool. 
De school werd in 1916 opgericht geopend op initiatief van de Vereeniging van Werkgevers in het Kleedingbedrijf, met subsidie van de gemeente Amsterdam, het Rijk en de provincie Noord-Holland. De eerste opleiding was gevestigd aan de Marnixstraat en richtte zich op het opleiden van verkoopsters. In 1920 werd een opleiding tot industrie-naaisters opgestart aan de Waldeck Pyrmontlaan, waarna in 1930 een tweede vestiging volgde aan de Marcusstraat. De opleidingen werden bestuurd door de Vereeniging van Vakschool tot Opleiding van Verkoopsters en Industrie-naaisters. Tot 1963 bleven de opleidingen verspreid over de Gabriel Metsustraat, Overtoom, Waldeck Pyrmontlaan en Marnixstraat.
In 1963 werd een nieuw schoolgebouw geopend aan de Mr. Treublaan 1-3. Het gebouw was een ontwerp van architect Herman Knijtijzer naar het oorspronkelijke plan van Jaap Bot die gedurende de planfase was overleden. Het gebouw omvatte ruime leslokalen, grote ruimten met etalages ten behoeve van de lessen 'etaleren' gymzalen en een aula met toneel. De start van de bouw van de school was in 1959 door de firma Harm Fokkens Naarden NV en werd officieel geopend op 4 maart 1963 door Staatssecretaris van Onderwijs Kunst en Wetenschappen dr. H.H. Jansen. In 1970 werd het gebouw uitgebreid met een derde verdieping en een gymnastieklokaal. In 1975-1976 volgde een nieuwe verbouwing.
De school is in 1968 met de invoering van de Mammoetwet aangepast tot een scholengemeenschap voor lager en middelbaar middenstandsonderwijs. Na de invoering van de Wet educatie en beroepsonderwijs in 1996 ging de school op in het ROC van Amsterdam. De school is in het 1e kwartaal van 2024 volledig gesloopt.